# Liste der Monuments historiques in Vierville-sur-Mer
Die Liste der Monuments historiques in Vierville-sur-Mer führt die Monuments historiques in der französischen Gemeinde Vierville-sur-Mer auf.

## Kulturerbe des 20. Jahrhunderts
Aus der Liste des Kulturerbes des 20. Jahrhunderts ergibt sich kein Denkmalschutz.
| Bezeichnung               | Beschreibung | Standort                                | Kennzeichnung | Schutzstatus | Datum | Bild |
| ------------------------- | --- | --------------------------------------- | ------------- | ------------ | ----- | ---- |
| Badeort Vierville-sur-Mer | Der Ort wurde zu Beginn des 20. Jahrhunderts als Badeanlage im Meer bekannt. Es wurden einige Häuser auf dem Gelände der Strandpromenade gebaut und einige Hotels für Reisende in den Ortskern um die Kirche Saint-André aus dem 13. Jahrhundert gebaut. Das kleine Familienresort wurde mit Badekabinen und einem Dorfsaal eingerichtet. Ein Großteil der Badeanlagen wurde im Zuge des Zweiten Weltkriegs ab 1944 zerstört. | Vierville-sur-Mer (Lage)                | IA14005254    |              | 2024  |      |
| Casino-Hotel Piprel       | Vormaliges Holzgebäude wurde zu einem Café umgebaut und nach der Zerstörung beim D-Day wieder errichtet. | Vierville-sur-Mer, Rue de la Mer (Lage) | IA14005255    |              | 2024  |      |

## Liste der Bauwerke
| Bezeichnung                  | Beschreibung                                    | Standort                   | Kennzeichnung | Schutzstatus | Datum | Bild |
| ---------------------------- | ----------------------------------------------- | -------------------------- | ------------- | ------------ | ----- | ---- |
| St-André (Vierville-sur-Mer) | Glockenturm der Kirche aus dem 13. Jahrhundert. | Rue Chasse au Frêne (Lage) | PA00111799    | Classé       | 1913  |      |
| Herrenhaus von Vaumicel      | Im 16. Jahrhundert errichtetes Herrenhaus.      | 2 Rue de Vaumicel (Lage)   | PA00111800    | Classé       | 1927  |      |

## Liste der Objekte
| Bezeichnung                                                                                 | Beschreibung | Standort                   | Kennzeichnung | Schutzstatus | Datum | Bild |
| ------------------------------------------------------------------------------------------- | --- | -------------------------- | ------------- | ------------ | ----- | ---- |
| Relief: Das Martyrium des Heiligen Andreas                                                  | Das im 13. Jahrhundert gefertigte Steinrelief zeigt den Heiligen Andreas, wie er an das Kreuz gebunden wird. Zwei weitere Menschen halten ein Schwert. Einer davon ist der Prokonsul Egeas. | Rue Chasse au Frêne (Lage) | PM14000798    | Classé       | 1908  |      |
| Zwei Ziborien und ein Kelch                                                                 | Die Goldschmiedearbeiten datieren auf das 19. Jahrhundert. | Rue Chasse au Frêne (Lage) | PM14004042    | Inscrit      | 1988  |      |
| Statue des Heiligen Andreas                                                                 | Die Steinskulptur des Heiligen Andreas wurde im 18. Jahrhundert gefertigt. | Rue Chasse au Frêne (Lage) | PM14001468    | Inscrit      | 1973  |      |
| Statue der Jungfrau mit Jesuskind                                                           | Die Steinskulptur der Jungfrau mit Jesuskind wurde im 18. Jahrhundert gefertigt. | Rue Chasse au Frêne (Lage) | PM14001467    | Inscrit      | 1973  |      |
| Glocke                                                                                      | Die Bronzeglocke wurde 1776 gegossen | Rue Chasse au Frêne (Lage) | PM14004043    | Inscrit      | 1973  |      |
| fünf Stahlpontons (Whale-Pier-Elemente) für den künstlichen Hafen Mulberry A am Omaha Beach | 1943 bis 1944 für die Landung an Omaha Beach gefertigt | Rue Chasse au Frêne (Lage) | PM14004043    | Inscrit      | 2021  |      |